# Trolltjärnen (Skallsjö socken, Västergötland)
Trolltjärnen är en sjö i Lerums kommun i Västergötland och ingår i Göta älvs huvudavrinningsområde.